# Aretas B. Fleming
Aretas Brooks Fleming, född 15 oktober 1839 i Middletown i Virginia (nuvarande Fairmont i West Virginia), död 13 oktober 1923 i Fairmont i West Virginia, var en amerikansk politiker (demokrat). Han var West Virginias guvernör 1890–1893. Demokratiska partiet nominerade honom i guvernörsvalet 1888, men valresultatet var omstritt och han tillträdde guvernörsämbetet först 1890.
Enligt rösträkningen i guvernörsvalet 1888 vann republikanen Nathan Goff med en marginal av 106 röster. Fleming ifrågasatte valresultatet och påstod att en del afroamerikanska väljare inte var bosatta där de röstade. Guvernörsvalet var det mest kontroversiella i West Virginias historia. Både Goff och Fleming svor ämbetseden i mandatperiodens början, men guvernör Emanuel Willis Wilson vägrade att lämna sitt ämbete så länge det var oklart vem som hade vunnit valet. En domstol avgjorde att Wilson fick sitta kvar tills resultatet var klart. År 1890 valde delstatens lagstiftande församling Fleming till guvernör och han efterträdde Wilson. Demokratiska partiet hade majoritet i den lagstiftande församlingen och republikanerna där röstade för Goff. På det sättet omintetgjordes valresultatet från 1888.
Fleming efterträddes 1893 som guvernör av William A. MacCorkle.

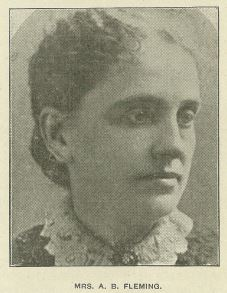
Flemings hustru Carrie var en ledande motståndare till kvinnlig rösträtt.

Fleming dog 1923 och ligger begravd på Woodlawn Cemetery i Fairmont. Hans hustru Carrie var en av de mest framträdande motståndarna till kvinnlig rösträtt i West Virginia. Förespråkarna för kvinnlig rösträtt hade varit organiserade länge, men motståndarna organiserade sig 1916 som West Virginia Association Opposed to Woman Suffrage (WVAOWS). Carrie samarbetade i kampanjen mot kvinnlig rösträtt med Hallie Davis Elkins som var dotter till senator Henry G. Davis, änka efter senator Stephen Benton Elkins och mor till senator Davis Elkins.